# Eugène Hennebert
Pour les articles homonymes, voir Hennebert.
Eugène Hennebert, né le 19 juillet 1826 à Beauvais (Oise) et mort le 4 juin 1896 à Versailles, est un polytechnicien et officier français du génie, connu pour ses nombreux ouvrages d'art militaire.

## Biographie
La famille Hennerbert est une vieille famille originaire du Hainaut.

### Carrière militaire
Eugène Hennebert sort de l’École polytechnique en 1845 et choisit le génie, où il est promu sous-lieutenant en 1847. Il accomplit son stage à Metz, puis entre comme lieutenant en second au 2e régiment du génie en 1849. Il sert à Arras, à Doullens et à Lyon. Nommé répétiteur de topographie à l’école de Saint-Cyr en 1851, il est promu capitaine en second à l’état-major en 1854, puis quitte Saint-Cyr pour être attaché aux travaux de Paris. Placé au 1er régiment du génie, à Arras, en 1855, il est détaché au camp d’Helfaut le 1er juillet 1855.
Il embarque pour l’Algérie, le 5 août 1855. Après avoir conduit des travaux à Sétif, Bougie, Philippeville, Blidah, Médéah et Alger, Eugène Hennebert rentre en France métropolitaine en 1864, en tant que chef du génie à Sète.
Il est ensuite nommé à Versailles, le 18 mars 1869, puis promu chef de bataillon le 9 juillet 1870. Il prend part au siège de Paris (1870-1871) durant lequel il est attaché aux travaux de défense du 8e secteur (forts de Vanves et Montrouge). Ses états de service sont remarqués par son commandant, le Contre-amiral baron Méquet. Il reprend son poste à Versailles, après la paix de 1871, avant d'être envoyé à Amiens, comme chef du génie. Il quitte cette place en 1875 pour être attaché à l’état-major de l’École d'application de l'artillerie et du génie de Fontainebleau.
Titulaire d’une chaire à l’École militaire de Saint-Cyr en 1878, il y dispense un cours de fortification et sera promu lieutenant-colonel en 1880 ; puis il prend la suppléance du même cours à l’École supérieure de guerre, en même temps qu’il professe le cours d’art militaire à l’École supérieure des mines et à l’École des ponts et chaussées. Eugène Hennebert termine sa carrière militaire en 1885 avec le grade de lieutenant-colonel, chef du génie à Besançon, après trente-huit ans de service.

### Œuvres publiées
Rendu à la vie civile, Eugène Hennebert se consacre à l'écriture. On lui doit au total près d'une quarantaine d'ouvrages, sans compter les brochures, notices, articles de journaux, etc., dont certains sous les pseudonymes de Blanchard de Meisendorf, Prévost-Duclos ou  encore H. de Sarrepont. Ses principales œuvres sont :

#### Sous le nom d'Eugène Hennebert
- L'Autriche en 1888. Son Role et Sa Mission en Europe (Librairie illustrée, s.d.)
- La France sous les armes ("Frankreich unter den Waffen"). Traduit de l'allemand par le lieutenant-colonel Hennebert (Librairie illustrée, s.d.)
- Histoire d'Annibal, 2 vol. (Impr. impériale, 1870 et 1878)
- Henri de L'Espée (C. Douniol, 1871)
- "Académie d'Amiens. Discours de réception. Gribeauval" (Firmin-Didot, 1874)
- Les torpilles (J. Dumaine, 1880; rééd. Hachette, 1884, puis 1888; Decoopman 2010, nouvelle éd. 2014)
- L'Art militaire et la science. Le matériel de guerre moderne (G. Masson, 1884)
- L'Europe sous les armes (Jouvet, 1884)
- Les Anglais en Égypte. L'Angleterre et le Mâdhî. Arabi et le canal de Suez (Jouvet et Cie, 1884)
- Comtes de Paris (Jouvet, 1885)
- La ville enchantée (A. Mame et fils, 1885)
- A Artilharia de Bange, pelo tenente-coronel Hennebert (G. Masson, 1885)
- L'Artillerie de Bange (G. Masson, 1885)
- Les Armées modernes (Librairie illustrée, 1886)
- L'Artillerie Krupp et l'artillerie de Bange (G. Masson, 1886)
- L'artillerie (Hachette, coll. Bibliothèque des merveilles, 1887)
- L'Écurie horizontale (G. Masson, 1887)
- Nos soldats (édition illustrée, Librairie illustrée, 1888; réed. 1889)
- Frontières de France (Librairie illustrée, 1889)
- Artillerie moderne (E. Kolb, 1889)
- De Paris à Tombouctou en huit jours (aux bureaux de la "Revue des inventions et découvertes", 1889)
- La guerre imminente (E. Kolb, 1890)
- Le Matériel de guerre à l'Exposition universelle de 1889. Exposition des produits de la Société des forges de Châtillon et Commentry, usine Saint-Jacques à Montluçon (Allier) (impr. de E. Mayer, 1890)
- Le Matériel de guerre à l'Exposition universelle de 1889. Exposition des produits de la Société anonyme du métal Delta et des alliages métalliques (L. Cerf, 1891)
- La Guerre (Hachette, 1893)
- L'Aigle russe (Jouvet, 1893)
- Histoire militaire des animaux (Hatier, 1893)
- Fortification (Gauthier-Villars et fils, 1894)
- Torpilles sèches (Gauthier-Villars et fils, 1894)
- Paris port militaire, la prochaine guerre, Paris objectif des Allemands, approvisionnements de siège, l'eau potable en cas de blocus. Histoire militaire de la Seine. Canal maritime de Paris au Havre. L'Exposition universelle de 1900 (Gauthier-Villars et fils, 1895)
- Bouches à feu (Gauthier-Villars et fils, 1895)
- Gribeauval, lieutenant-général des armées du roy, premier inspecteur général du corps royal de l'artillerie (1715-1789) (Berger-Levrault, 1896)
- Communications militaires (Gauthier-Villars et fils, 1896)
- Attaque des places (Gauthier-Villars et fils, 1896)
- Travaux de campagne (Gauthier-Villars et fils, 1896)

#### Sous le pseudonyme de "Major H. de Sarrepont"
- Guerre des communeux de Paris (Firmin-Didot, 1871). Cet ouvrage est simplement signé "un officier supérieur de l'armée de Versailles" et la paternité en est attribuée à H. de sarrepont par Lorentz. Il connaît 3 éditions en 1871.
- Histoire de la défense de Paris en 1870-1871 (J. Dumaine, 1872)
- Le bombardement de Paris par les Prussiens, en janvier 1871 (Firmin-Didot, 1872)
- Guerre de 1870-1871. Notice sur l'organisation de la défense d'Amiens (J. Dumaine, 1873)
- L'Étoile d'Amiens, étude historique et militaire (impr. de F. Jeunet, 1874)
- Art militaire sous-aquatique. Les Torpilles (J. Dumaine, 1874, réed. 1880)
- "Chants et chansons militaires de la France", réunis par le major H. de Sarrepont (Librairie illustrée, 1887)

#### Sous le pseudonyme de "Prévost-Duclos"
- Une aventure à Tombouctou (Firmin-Didot, 1882)
- La ville enchantée. Voyage au lac Tanganika (A. Mame et fils, 1888)

## Distinctions
- Officier de la Légion d’honneur
- Officier de l’Instruction publique
- Titulaire des ordres militaires de la couronne d’Italie et de Sainte-Anne de Russie.